# Île Bolchevique
L’île Bolchevique (en russe : о́стров Большеви́к) est une île de l'archipel de la Terre du Nord, en Russie, en mer de Kara. Elle est la deuxième île de l'archipel par sa taille et également son île la plus méridionale. Elle est séparée du continent par le détroit de Vilkitski et de l'île de la Révolution-d'Octobre par le détroit de Chokalski.

## Géographie
La superficie de l'île est de 11 312 km2, soit 30,6 % de la superficie totale de l'archipel. Le point culminant atteint 935 m. La partie sud de l'île est dominée par des plaines vallonnées, entrecoupées de plateaux, aux sommets desquels se trouvent des glaciers. Sur les plaines littorales poussent des mousses et des lichens, formant la toundra arctique.

## Montagnes et glaciers
L'île est caractérisée par un relief accidenté présentant des dénivelés importants. 31 % de sa surface est englacée, ce qui représente à peu près 3 300 km2. Les principaux glaciers sont le Leningrad, le Semionov-Tian-Chanski, le Kropotkine, le Mouchketov et l'Aerosiomki. La plupart de ces glaciers ne parviennent pas à la mer mais se terminent par des moraines dans les vallées ou sur les plaines littorales.

## Littoral
Les côtes de l'île sont profondément échancrées, surtout sur la partie nord. Le golfe le plus profond - le golfe d'Akhmatov - s'enfonce à plus de 60 km à l'intérieur des terres, coupant quasiment le nord de l'île en deux presqu'îles. Par ailleurs, il y a un grand nombre de baies assez larges tout au long de la côte.

## Lacs et rivières
Les lacs sont peu nombreux et de petite taille. Les principaux sont les lacs Stoudionoïe et Spartakov. En revanche, les cours d'eau sont très nombreux et se jettent dans la mer de Kara ou la mer des Laptev.

## Faune
La faune est surtout représentée par différentes espèces d'oiseaux marins et migrateurs. Parmi ceux-ci, nous retrouvons des Uria, le goéland argenté ou la mouette tridactyle. À certaines saisons, le faucon pèlerin est visible ainsi que d'autres espèces protégées. Sur l'ensemble de l'île, à peu près 15 espèces d'oiseaux cohabitent. Les autres représentants de la faune sont l'ours blanc, le renne, le lemming, le renard polaire ainsi que le loup.

## Flore
Les surfaces rocheuses et graveleuses recouvrant les montagnes comme les plaines sont à l'origine de la végétation clairsemée. Sur les pentes des montagnes, il est possible de trouver quelques plantes à fleurs comme le pavot polaire, le Saxifraga cespitosa, le Saxifraga cernua ou le Saxifraga serpyllifolia. Dans les dépressions, ne poussent que différentes espèces de mousses, et les pierres sont presque entièrement recouvertes de lichens.

## Découverte de l'île
La découverte de l'île Bolchévique, comme du reste de l'archipel de la Terre du Nord, date de 1913, quand elle a été visitée par l'expédition hydrographique dirigée par Boris Vilkitski. Toutefois, la première étude détaillée de l'île n'a été effectuée qu'en 1930-1932.
De nos jours, deux stations polaires, l'une au sud et l'autre au nord, sont abandonnées.

## Projets de renommage
En 1988, au temps de la perestroïka, la fondation « Mémorial » créée par le dissident Andreï Sakharov avait (vainement) proposé de la rebaptiser « des Victimes du Goulag » (Жертвам ГуЛага), tandis qu'une résolution de l'assemblée de la région du Taïmir du 1er décembre 2006, propose de revenir à « Sainte-Olga », premier nom historique de l'île. Aucune de ces deux initiatives n'a eu de suite.